# خانواده ژن

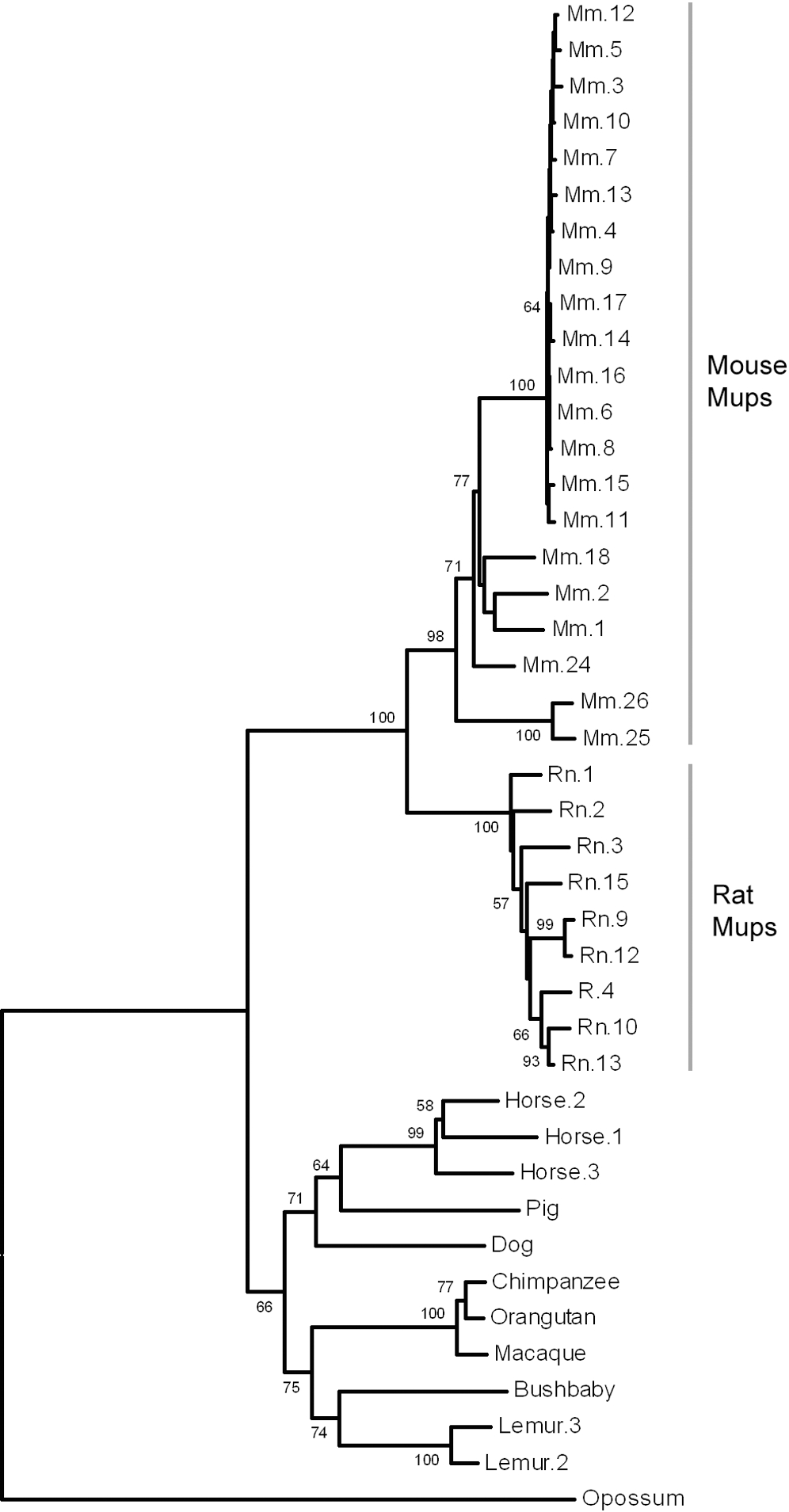
فیلوژنی توالی کدگذاری Mup در پستانداران. توالی های پیش بینی شده cDNA از فریم های خواندن باز تولید و تراز شده اند. تکرارپذیری با بوت استرپینگ با استفاده از 1000 تکرار و یک دانه تصادفی ازمایش شد. شاخه های داخلی با پشتیبانی از بوت استرپ >50٪ نشان داده شده است.

خانوادهٔ ژن مجموعه‌ای از چندین ژن مشابه هم است، که عملکرد زیستی مشابه دارند، و با نسخه برداری	از یک ژن اصلی شکل می‌گیرند. یکی از این خانواده‌ها ژن‌هایی برای واحدهای هموگلوبین انسان است. ده ژنی که در دو شاخه روی کروموزوم‌های مختلف قرار گرفته‌اند α-globin و β-globin نام دارند.
ژن‌ها بر اساس توالی نکلئوتید و پروتئین مشترکشان در دو خانواده قرار می‌گیرند. روش‌های فیلوژنتیک برای تست کردن استفاده می‌شوند. مکان اگزون‌ها بر روی توالی‌های کد شده برای پیدا کردن جد مشترک استفاده می‌شود. شناخت توالی پروتئین که توسط ژن کد شده، به محققان کمک می‌کند تا روش‌هایی برای پیدا کردن تشابه توالی پروتئین‌ها (که اطلاعات زیادی در رابطه با تشابه یا تفاوت توالی‌های دی‌ان‌ای می‌دهد) را به کار گیرند.
بعلاوه اطلاع از ساختار دوم پروتئین‌ها اطلاعات بیشتری از جد مشترک به ما می‌دهد، زیرا عناصری که ساختار دوم دارند، حتی اگر توالی اسید آمینه تغییر کند، بدون تغییر باقی می‌مانند. این متدها اغلب بر پیش‌بینی بر اساس توالی دی ان ای تکیه می‌کنند.
اگر ژن‌های یک خانوادهٔ ژن، پروتئین‌ها را کد کنند، اصطلاح خانواده پروتئین به روش مشابهی که برای خانوادهٔ ژن بکار می‌رود، استفاده می‌شود.
بسط یا ادغام خانوادهٔ ژن از جد مشترکشان می‌تواند به صورت تصادفی یا بر اساس انتخاب طبیعی باشد.
اغلب تمایز قائل شدن بین این دو حالت بسیار سخت است. کارهای جدیدی که در این راستا انجام می‌شود، ترکیبی از مدل‌های آماری و تکنیک‌های الگوریتمی برای تشخیص خانوادهٔ ژن‌هایی است که تحت تأثیر انتخاب طبیعی‌اند.